# Athalamia pygmaea
Athalamia pygmaea là một loài rêu trong họ Cleveaceae. Loài này được R.M. Schust. mô tả khoa học đầu tiên năm 1985.